# Il compagno don Camillo
Il compagno don Camillo és una pel·lícula italo-franco-alemanya de 1965 dirigida per Luigi Comencini i basada en els personatges creats per Giovannino Guareschi. Va ser la cinquena pel·lícula amb Fernandel com el rector Don Camillo i Gino Cervi com Giuseppe 'Peppone' Bottazzi.
Aquest film va després de Don Camillo monsignore... ma non troppo i precedeix a Don Camillo e i giovani d'oggi però aquest últim no es va poder finalitzar.

## Argument
Peppone proposa agermanar Brescello amb una ciutat russa situada al Don, però la proposta no agrada a Don Camillo que hi veu un desig de propaganda electoral. Don Camillo aconsegueix trobar una solució a aquest problema obligant (per xantatge) a Peppone a acompanyar-lo a ell disfressat de camarada comunista. Durant el viatge, entre competicions de vodka i dificultats de comunicació, Peppone descobrirà que la Unió Soviètica no és el món perfecte que havia imaginat. Pel que fa a Don Camillo, veurà que l '"imperi vermell" no és tan infernal com pensava i que es pot trobar gent valenta i bona.

## Repartiment
- Fernandel: Don Camillo
- Gino Cervi: Giuseppe 'Peppone' Bottazzi
- Leda Gloria: Maria Bottazzi
- Gianni Garko: Scamoggia
- Saro Urzì: Brusco
- Graziella Granata: Nadia
- Paul Muller: el pope
- Marco Tulli: Smilzo
- Jacques Herlin: Perletti